# Québec forte et fière
Québec forte et fière (QFF) est un parti politique municipal de la ville de Québec.

## Histoire
Le parti est autorisé par le Directeur général des élections du Québec le 25 mars 2021.
Le parti remporte les élections municipales de Québec de 2021 avec la victoire de Bruno Marchand comme maire. Le parti est minoritaire au conseil municipal avec seulement 6 sièges contre 10 pour Québec d'abord, 4 pour Québec 21, 1 pour Transition Québec.
Après les nominations pour la composition du comité exécutif, le parti monte à 9 membres de son équipe grâce à des transfuges en provenance des autres partis au 4 avril 2022.

## Chefs du parti
- Depuis le 14 avril 2021 : Bruno Marchand

## Résultats électoraux
| Élection                      | Chef           | Mairie | Conseillers | Slogan                        |
| ----------------------------- | -------------- | ------ | ----------- | ----------------------------- |
| Élections municipales de 2021 | Bruno Marchand | Oui    | 6 / 21      | Pour une ville forte et fière |